# Saneczkarstwo na Zimowych Igrzyskach Olimpijskich 2014 – sztafeta
Rywalizacja sztafet była ostatnią konkurencją w saneczkarstwie podczas Zimowych Igrzyskach Olimpijskich 2014. Była to zarazem jedna z dwunastu konkurencji debiutujących na zimowych igrzyskach olimpijskich. Zawodnicy rywalizowali na torze Sanki umiejscowionym w Krasnej Polanie 13 lutego.
Głównym faworytem do zwycięstwa był zespół niemiecki, który podczas mistrzostw świata w 2013 roku wyprzedziła reprezentację Kanady oraz Łotwy.
Zgodnie z postanowieniami regulaminu kwalifikacji na igrzyska w wyścigu uczestniczyły drużyny które posiadały we wszystkich pozostałych konkurencjach przynajmniej jednego uczestnika. Do tej grupy należało dziesięć zespołów. Pozostałych uczestników konkurencji wyłoniono poprzez dodanie przedstawiciela do drużyny wybranego przez FIL (Międzynarodowa Federacja Saneczkarska). Łącznie w konkurencji wystartowało grono 12 zespołów.
Pierwszymi w historii mistrzami zostali Niemcy, którzy wystartowali w składzie Natalie Geisenberger, Felix Loch, Tobias Wendl i Tobias Arlt. Na drugim miejscu stanęli Rosjanie, a na najniższym stopniu podium Łotysze.

## Terminarz
| Data      | Godzina rozpoczęcia | Godzina rozpoczęcia |
| Data      | Czas CET            | Czas lokalny        |
| --------- | ------------------- | ------------------- |
| 13 lutego | 17:15               | 20:15               |

## Wyniki
| Pozycja | Nr. | Państwo                                                                   | Zawodnicy         | Kobieta | Mężczyzna | Dwójka | Czas     | Strata |
| ------- | --- | ------------------------------------------------------------------------- | ----------------- | ------- | --------- | ------ | -------- | ------ |
| 1.      | 10  | Natalie Geisenberger Felix Loch Tobias Wendl / Tobias Arlt                | Niemcy            | 54.095  | 55.639    | 55.915 | 2:45.649 | +0.000 |
| 2.      | 7   | Tatjana Iwanowa Albert Diemczenko Aleksandr Dienisjew / Władisław Antonow | Rosja             | 54.429  | 55.775    | 56.475 | 2:46.679 | +1.030 |
| 3.      | 6   | Elīza Tīruma Mārtiņš Rubenis Andris Šics / Juris Šics                     | Łotwa             | 54.745  | 56.048    | 56.502 | 2:47.295 | +1.646 |
| 4.      | 11  | Alex Gough Samuel Edney Tristan Walker / Justin Snith                     | Kanada            | 54.643  | 56.197    | 56.555 | 2:47.395 | +1.746 |
| 5.      | 9   | Sandra Gasparini Armin Zöggeler Christian Oberstolz / Patrick Gruber      | Włochy            | 54.823  | 56.039    | 56.558 | 2:47.420 | +1.771 |
| 6.      | 8   | Erin Hamlin Chris Mazdzer Christian Niccum / Jayson Terdiman              | Stany Zjednoczone | 54.338  | 56.245    | 56.972 | 2:47.555 | +1.906 |
| 7.      | 12  | Miriam Kastlunger Wolfgang Kindl Andreas Linger / Wolfgang Linger         | Austria           | 55.596  | 56.434    | 56.447 | 2:48.477 | +2.828 |
| 8.      | 3   | Natalia Wojtuściszyn Maciej Kurowski Patryk Poręba / Karol Mikrut         | Polska            | 54.937  | 56.737    | 58.079 | 2:49.753 | +4.104 |
| 9.      | 4   | Vendula Kotenová Ondřej Hyman Lukáš Brož / Antonín Brož                   | Czechy            | 55.600  | 56.926    | 57.279 | 2:49.805 | +4.156 |
| 10.     | 5   | Viera Gburová Jozef Ninis Marian Zemaník / Jozef Petrulák                 | Słowacja          | 55.757  | 56.472    | 57.936 | 2:50.165 | +4.516 |
| 11.     | 2   | Ołena Szchumowa Andrij Kiś Ołeksandr Obołonczyk / Roman Zacharkiw         | Ukraina           | 55.671  | 56.882    | 58.502 | 2:51.055 | +5.406 |
| 12.     | 1   | Sung Eun-ryung Kim Dong-hyeon Park Jin-yong / Cho Jung-myung              | Korea Południowa  | 56.174  | 57.986    | 58.469 | 2:52.629 | +6.980 |